# Hotton

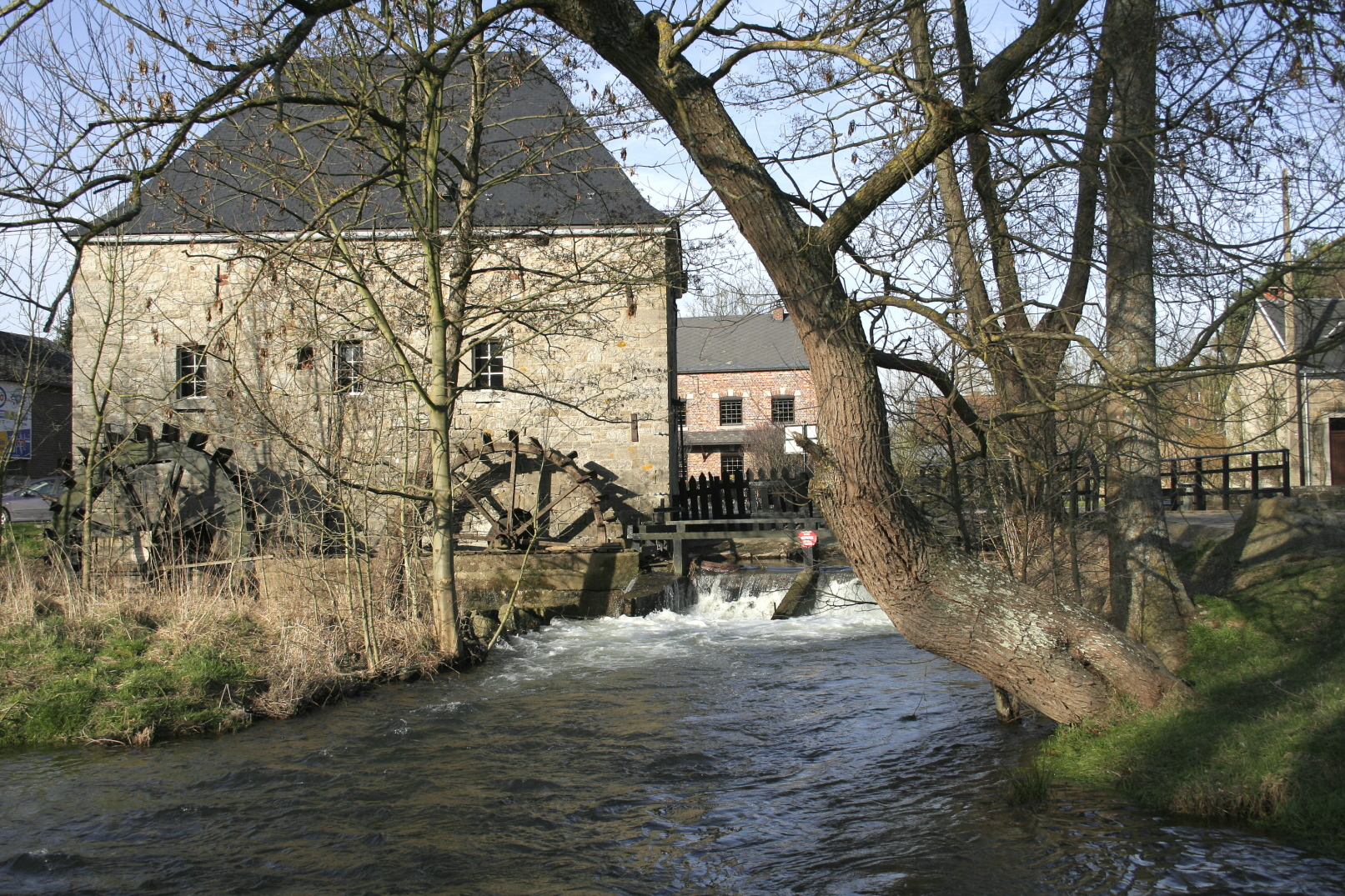
Hotton: Cối xay gió Faber (1729) bên sông Ourthe

Hotton là một đô thị của Bỉ. Đô thị này nằm ở tỉnh Luxembourg, vùng Wallonie.
Ngày 1 tháng 1 năm 2007, đô thị này có diện tích 57.32 km², có dân số 5.043 dân với mật độ dân số 88 người trên mỗi km².